# Christian Wallumrød

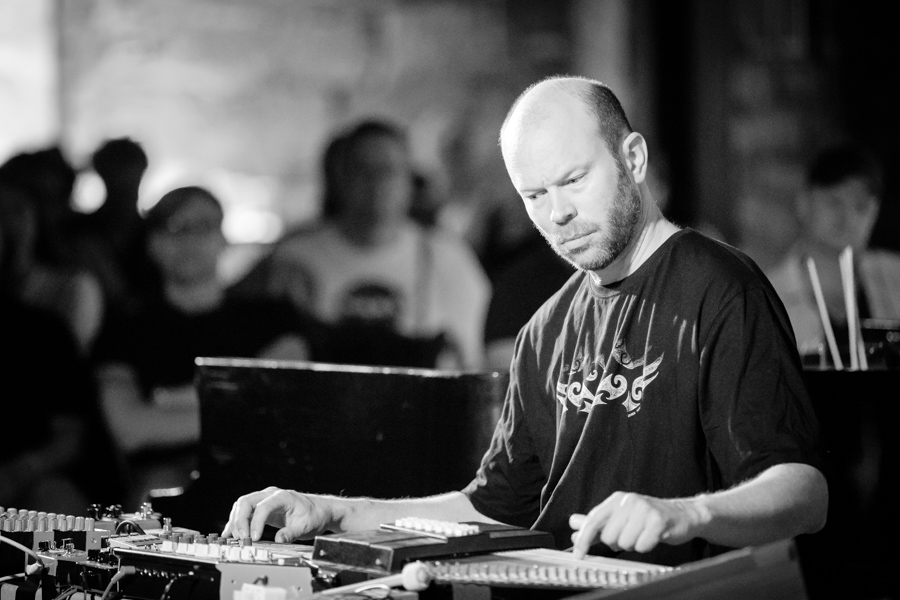
Christian Wallumrød (2018)

Christian Wallumrød (Kongsberg, 26 april 1971) is een Noors componist en jazzpianist.

## Levensloop
Wallumrød was al vroeg lid van de groep "...and we hate Johnny". Hij studeerde muziek in Trondheim en werd aldaar lid van de groep "Airamero" (1990-1995). Met deze groep trad hij op tijdens vele festivals. In 1993 maakte deze groep een cd-opname Airamero en ging in 1994 met de trompettist Kenny Wheeler op tournee. Naast in "Airamero" was hij ook werkzaam in kleinere formaties zoals "Nutrio" samen met Eldbjørg Raknes en Arve Henriksen (1990-1994), in een duo met Eldbjørg Raknes (1990-92), in een trio met Johannes Eick en Espen Rud tot 1992 en met Eldbjørg Raknes en Per Jørgensen in het jazztrio "Vossajazz" tot 1993. 
In 1992 verhuisde hij naar Oslo en werd aldaar lid van het "Petter Wettre kwartet" waarmee hij in 1993 een optreden tijdens het Kongsbergfestival verzorgde. Tijdens het Ultima Festival voor eigentijdse muziek in 2000 te Oslo speelde hij als improvisatiesolist samen met Fender Rhodes (elektrisch piano) en begeleid door de Oslo Sinfonietta onder leiding van Christian Eggen het werk Objects of Desire van de Noorse componist Eivind Buene. Samen met de gitarist en banjospeler Ivar Grydeland, de drummer Ingar Zach en de klarinettist Xavier Charles vormt hij sinds 2006 het Dans les arbres kwartet. 
Samen met Ingebrigt Håker Flaten en Per Oddvar Johansen nam hij in 1995 de cd Close Erase op. Met dit trio ging hij ook op concertreis onder andere in 1996 naar Duitsland. In 1996 vormde hij samen met Arve Henriksen en Hans-Kristian Kjos Sørensen een nieuw eigen trio, het "Christian Wallumrød trio" en nam de cd No Birch op. Dit trio was de basis voor het later opgerichte Christian Wallumrød Ensemble met Nils Økland, Arve Henriksen en Per Oddvar Johansen, dat in 2003 het album Sofienberg Variations publiceerde. Met hetzelfde ensemble nam hij in 2005 bij ECM Records het album A Year From Easter op. Deze groep werd nog eens uitgebreid met Gjermund Larsen (viool), Tanja Orning (cello) en Giovanna Pessi (barokharp) en nam een reeks van Wallumrød composities op het album The Zoo Is Far in 2007 op. Het Christian Wallumrød Ensemble nam samen met de trompettist Eivind Lønning in 2009 het album Fabula Suite Lugano op en deze cd werd genomineerd voor de "Nordic Musicprice" in 2010. Vanaf 2002 heeft het Christian Wallumrød Ensemble regelmatig concerttournees verzorgd in Noorwegen, Zweden, Denemarken, Finland, Duitsland, Verenigd Koninkrijk, Ierland, Frankrijk, Zwitserland, Oostenrijk, Tsjechië, Hongarije, Estland, Slovenië, Italië, Volksrepubliek China, Canada en de Verenigde Staten. 
Sinds 1992 heeft hij gecomponeerd en in 1994 werd hij samen met Ståle Storløkken huiscomponist van het Kongsbergfestival. Deze twee componisten zijn ook auteur van Eight Thirty (Acht Dertig) een werk dat succes oogstte. In 2001 werd hij in Kongsberg bekroond met de "Klart Svar-prijs". 

## Discografie

### Met Close Erase
- 1996 Close Erase
- 1999 No. 2
- 2001 Dance this
- 2006 Sport rocks

### Met het Christian Wallumrød Ensemble
- 2003 Sofienberg Variations
- 2005 A Year From Easter
- 2007 The Zoo is Far
- 2009 Fabula Suite Lugano

### Met het Christian Wallumrød Trio
- 2003 No Birch

### Met Sidsel Endresen
- 2004 Merriwinkle

### Als Gastmuzikant
- 1994 Airamero - Airamero
- 1997 Fra Himmelen - Elin Rosseland
- 1998 Thirteen Rounds - Jazzpunkensemblet
- 2000 Different Rivers - Trygve Seim
- 2000 Generator X - Audun Kleive
- 2001 Glow - Jacob Young
- 2001 Nye Nord - Karl Seglem
- 2002 The Source and Different Cikadas - Trygve Seim
- 2004 New North - Karl Seglem
- 2004 Omagoddabl - Audun Kleive
- 2006 Sketches of a fusion - No Spaghetti Edition